# Station Wedding
Wedding is een station van de S-Bahn, gelegen aan en onder de Müllerstraße in het Berlijnse stadsdeel Wedding. Het S-Bahnstation ligt aan de Ringbahn en opende in 1872. Het gelijknamige metrostation, onderdeel van lijn U6, is in gebruik sinds 1923.

## S-Bahn
De vanaf 1867 aangelegde Ringbahn, bedoeld om een aantal reeds bestaande kopstations met elkaar te verbinden, telt twee sporen voor het goederenvervoer en twee voor stadstreinen. Aan de stadssporen opende op 1 mei 1872 het station Wedding. Het station kreeg geen apart toegangsgebouw; de ingangshallen bevinden zich in de gemetselde viaductbogen. De zuidwestelijke toegang aan de kruising Müllerstraße/Lindower Straße werd overigens pas aan het begin van de twintigste eeuw gebouwd. Voorheen kon men het perron alleen vanaf de Nettelbeckplatz/Reinickendorfer Straße bereiken.
De stadsdienst op de Ringbahn was vanaf het begin uitgevoerd met stoomtreinen, maar in de jaren 1920 begon men de voorstadslijnen in en om Berlijn te elektrificeren. Op 1 februari 1929 stopte de eerste elektrische trein in station Wedding. Een jaar later ging de ringlijn samen met een aantal andere stads- en voorstadsspoorlijnen het S-Bahnnet vormen.
De in 1933 aan de macht gekomen nationaalsocialisten hadden in het kader van het Germania-project grootse plannen voor Berlijn en zijn spoornetwerk. Iets ten westen S-Bahnstation Wedding was een van de twee nieuwe hoofdstations van de rijkshoofdstad geprojecteerd: het Nordbahnhof. Station zou hebben moeten wijken voor het emplacement van het reuzenstation, maar deze plannen zouden niet gerealiseerd worden.
Na de Tweede Wereldoorlog kwamen alle spoorlijnen in Berlijn, ook in het westen van de stad, onder het beheer van de Oost-Duitse spoorwegen (Deutsche Reichsbahn), hetgeen voor de nodige spanningen zorgde. In 1980 kwam het tot een grote staking onder het West-Berlijnse S-Bahnpersoneel, waarna de DR flink sneed in de toch al schamele dienstregeling van de westelijke S-Bahn. Een van de lijnen die sneuvelden was de al jarenlang verwaarloosde Ringbahn. Op 18 september 1980 viel voorlopig het doek voor S-Bahnstation Wedding. Het sterk in verval geraakte station werd vervolgens in de jaren 1990 afgebroken.
De Muur was ondertussen gevallen, en in 1993 konden de eerste in 1980 gesloten delen van de Ringbahn weer in gebruik genomen worden. In de jaren die volgden bouwde men steeds verder aan de verwaarloosde lijn. De ring werd uiteindelijk in juni 2002 gedicht met het traject rond station Wedding, dat voor het eerst sinds 22 jaar weer passagiers kon ontvangen. Het station was hiertoe volledig herbouwd en iets naar het westen opgeschoven, om een betere overstap op de metro te scheppen.
Sinds de herinvoering van de zogenaamde Vollring-dienst in 2006 wordt station Wedding bediend door de lijnen S41 (ring met de klok mee) en S42 (tegen de klok in).

### Toekomst
Ten westen van station Wedding heeft men tijdens de spoorwerkzaamheden in het kader van het Pilzkonzept en de bouw van het Hauptbahnhof reeds een tunnel aangelegd voor de toekomstige S-Bahnlijn S21. Deze lijn zou, komend vanuit het noorden, via Gesundbrunnen en Wedding naar het Hauptbahnhof moeten leiden.